# Fons Europeu d'Orientació i Garantia Agrícola
El Fons Europeu Agrícola de Garantia Agrària (FEAGA), consumeix una gran part del pressupost general de la Unió Europea. Finança pagaments directes als agricultors en el marc de la Política Agrícola Comuna (PAC) i pren mesures de regulació dels mercats agrícoles, com la intervenció i les restitucions per exportació. Està configurat per assegurar el guany dels productors de béns agrícoles i orientar-los per produir el que més requereixi el mercat.
El 14 de gener de 1962, després de l'acord dels sis estats membres originales de la Comunitat Econòmica Europea, el Consell creà un fons amb relació a l'article 40 del Tractat de Roma. Aquest fons es diria Fons Europeu d'Orientació i Garantia. El primer Relgament que el regula fou aprovat l'abril de 1962.
El Reglament 17, de 5 de febrer de 1964, dividí el fons en la secció Orientació i la secció Garantia. La secció primera tenia la finalitat com a fons estructural dins de la Política Agrària Comunitària i l'altra secció s'ocuparia de les intervencions directes als mercats agrícoles, mesures de regulació de funcionament dels mercats i altres.
El FEAGA i el Fons Europeu Agrícola de Desenvolupament Rural (FEADER) Arxivat 2019-12-20 a Wayback Machine., que finança els programes de desenvolupament rural dels Estats membres, es van establir l'1 de gener de 2007, després del Reglament (CE) n º 1290/2005 de 21 de juny de 2005 sobre el finançament de la PAC. Tots dos substitueixen el Fons d'Orientació i Garantia Agrícola (FEOGA), que havia estat establert pel Reglament nº 25 de 1962 sobre el finançament de la PAC en la seva versió modificada pel Reglament (CEE) núm. 728/70.